# Drahtmühle (Siegenburg)
Drahtmühle war ein Ortsteil von Siegenburg im Landkreis Kelheim.
Die Lage der Drahtmühle am Siegbach entspricht der heutigen Herrenstraße 38 in Siegenburg. In der topographischen Karte von 1953 ist an dieser Stelle ein Elektrizitätswerk eingetragen.
In den Ausgaben zwischen 1877 und 1928 der Amtlichen Ortsverzeichnissen für Bayern wurde Drahtmühle als Ort von Siegenburg und als Einöde angegeben. Seit der Ausgabe von 1950 wird Drahtmühle nicht mehr als offizieller Ortsteil geführt. In der Uraufnahme des 19. Jahrhunderts wird der Ort als Tratmühl bezeichnet.